# Cantone di Le Carbet
Il cantone di Le Carbet è una divisione amministrativa situato nel dipartimento e regione della Martinica.

## Comuni
- Le Carbet
- Le Morne-Vert